# Ricky van Haaren
Ricky van Haaren (Róterdam, 21 de junio de 1991) es un futbolista neerlandés que juega habitualmente en la posición de mediocampista.

## Carrera
Van Haaren inició su carrera como juvenil en el Excelsior Rotterdam. En la temporada 2005–06 de la Eredivisie fue invitado a unirse a la Academia Juvenil del Feyenoord. El 28 de noviembre de 2007 Van Haaren firmó un contrato de 3 años con el Feyenoord. El director técnico del Feyenoord Peter Bosz explicó: "Primeramente queremos prevenir que se una otro equipo. Pero también queríamos resguardarlo pues pensamos que lo está haciendo bastante bien. Regularmente vez cambios de performance a su edad, pero Ricky tuvo una temporada bastante consistente el último año." Antes de jugar por el primer equipo del Feyenoord, el 16 de noviembre de 2010 Van Haaren renovó su contrato hasta 2012. El nuevo director técnico Leo Beenhakker dijo tener grandes planes con el joven mediocampista. Una semana después de haber renovado su contrato, Van Haaren comenzó a entrenar con el primer equipo por primera vez.
Van Haaren debutó oficialmente con el primer equipo del Feyenoord el 2 de mayo de 2010. Entró como reemplazo de Bart Schenkeveld en el minuto en el partido en el que vencieron al SC Heerenveen por 6 a 2 en un partido oficial por la Eredivisie. Van Haaren fue el cuarto jugador sub-19 del Feyenoord que hizo su debut en dicha temporada, luego de Stefan de Vrij, Luc Castaignos y Bart Schenkeveld.

## Selección nacional
Ha sido internacional con la selección de fútbol sub-20 de los Países Bajos.

## Clubes
| Club                     | País         | Año       |
| ------------------------ | ------------ | --------- |
| Feyenoord                | Países Bajos | 2010-2012 |
| VVV-Venlo                | Países Bajos | 2012-2013 |
| ADO Den Haag             | Países Bajos | 2013-2015 |
| F. C. Dordrecht (cedido) | Países Bajos | 2014-2015 |
| Dinamo de Bucarest       | Rumanía      | 2015-2016 |
| Şanlıurfaspor            | Turquía      | 2016      |
| F. C. Dordrecht          | Países Bajos | 2016-2017 |
| FK AS Trenčín            | Eslovaquia   | 2017      |
| Š. K. Slovan Bratislava  | Eslovaquia   | 2018      |
| Olimpia Grudziądz        | Polonia      | 2019-2020 |
| Quick Boys               | Países Bajos | 2020-2022 |
| Zwarte Pijl              | Países Bajos | 2023-2024 |